# Seyed Jafar Kashfi
Seyed Jafar Kashfi, persisk kalligraf och kulturarbetare som lever i staden Qom i Iran. Han var under 1990-talet bosatt i Sverige där han tjänstgjorde som imam (religiös ledare) och undervisade islamisk kalligrafi. Jafar Kashfi är också en expert på persisk litteratur och bistod i översättningen av persiska klassiker till svenska. För närvarande arbetar Jafar Kashfi med konservering av antika och medeltida monument i Iran.